# Vodice nad Kamnikom
Vodice nad Kamnikom este o localitate din comuna Kamnik, Slovenia, cu o populație de 22 de locuitori.